# أتلتيكو مدريد موسم 2011–12
كان موسم 2011–12 هو الموسم الـ106 في تاريخ أتلتيكو مدريد وموسمه الـ75 في الدوري الإسباني، الدرجة الأولى لكرة القدم الإسبانية. وهي تغطي الفترة من 1 يوليو 2011 إلى 30 يونيو 2012.
تنافس أتلتيكو مدريد على لقبه العاشر في الدوري الإسباني وشارك في الدوري الأوروبي، ودخل في الجولة التأهيلية الثالثة بسبب احتلاله المركز السابع في الدوري الإسباني 2010–11. كما دخلوا بطولة كأس ملك إسبانيا في دور الـ32 حيث خرجوا على يد نادي ألباسيتي من دوري الدرجة الثانية ب بنتيجة 3-1 في مجموع المباراتين. في 9 مايو 2012، فازوا بالدوري الأوروبي بعد فوزهم على أتلتيك بلباو 3-0 في المباراة النهائية ليمنحوا دييغو سيميوني أول لقب له مع النادي عندما عُيَّن في ديسمبر بعد إقالة غريغوريو مانزانو.